# Övikslyet
Övikslyet är en sjö i Piteå kommun i Norrbotten och ingår i Alån-Rosåns kustområde.